# Palos de la Frontera (Madrid)
Palos de la Frontera es un barrio administrativo de Madrid perteneciente al distrito de Arganzuela.

## Ubicación
El barrio, uno de los siete del distrito de Arganzuela (distrito emplazado situado en el sur de la almendra central de la capital española), se ubica a su vez en la parte norte del distrito, presentando un desnivel topográfico decreciente en dirección hacia el río Manzanares, situado al sur, fuera de los límites del barrio.
Presenta una superficie de 643 542 m². El Ayuntamiento de Madrid le asigna un perímetro de 3615 m.
Con forma trapezoidal, se encuentra delimitado por las siguientes vías: calle de Méndez Álvaro (que conforma su límite este), calle de Bustamante, calle del Ferrocarril (una prolongación de la anterior, que juntas constituyen el límite sur), calle de Embajadores (oeste), glorieta de Embajadores (vértice noroeste), ronda de Atocha (límite norte) y plaza del Emperador Carlos V (vértice noreste).

## Historia
El proyecto del trazado de las calles de la zona se remonta al Plan Castro de 1860. Como parte del Ensanche sur de la ciudad, se pretendió la ubicación en la zona tanto de suelo industrial como de viviendas obreras, respondiendo en este último caso a la voluntad de zonificación segregada por clases sociales desarrollada en el proyecto de Carlos María de Castro.
La delimitación del barrio como tal data de 1971, abarcando este terrenos antaño pertenecientes a los desaparecidos barrios de Santa María de la Cabeza y de Delicias.

## Toponimia
El barrio tomó su nombre de la estación de metro llamada originalmente de la errónea forma «Palos de Moguer» y que sería redenominada, posteriormente, a la correcta «Palos de la Frontera». No obstante el barrio no llegó a cambiar entonces de denominación. La estación, inaugurada en 1947 tomó su nombre, a su vez, de la calle homónima, trazada a finales del siglo XIX). La denominación original de la estación de metro, la calle y del propio barrio tiene su origen en un error, extendido por los primeros cronistas de Indias o del Descubrimiento (mediados del siglo XVI), de unificar  los vecinos municipios de Palos de la Frontera y Moguer, por desconocimiento de la verdadera geografía de la zona, concentrándolos en un solo topónimo que mezclaba ambos lugares. Palos de la Frontera y Moguer constituyen el Conjunto histórico artístico de los Lugares Colombinos (Lugares vinculados con los preparativos y desarrollo del Primer viaje de Colón). Al tratarse "Palos de Moguer" de un topónimo erróneo, e inexistente jurídicamente y en documentación oficial, la calle cambió su nombre en 1979, a petición del Ayuntamiento de Palos de la Frontera, hecho que se vio sucedido siete años después por el cambio de nombre de la estación. La decisión de cambiar el nombre de la calle por parte del ayuntamiento no se vio acompañada del cambio del nombre del barrio. El Ayuntamiento de Palos de la Frontera se dirigió en 2004 y 2007 al de Madrid para que este último cambiara la denominación del barrio, ajustándola al de la calle y estación de metro, corregidas en su día.
En 2018 el distrito de Arganzuela inició los trámites para cambiar la errónea denominación por la correcta "Palos de la Frontera", recibiendo el apoyo unánime de los grupos del distrito para realizar dicho cambio. Ya, en 2021, el ayuntamiento madrileño inició el procedimiento pertinente para dicho cambio, y convocó una consulta popular para conocer el parecer de los vecinos, siendo el resultado de dicha consulta favorable al cambio propuesto. El 7 de octubre de 2022, se hizo oficial el cambio una vez fue publicado en el Boletín Oficial del Ayuntamiento de Madrid (BOAM).

## Transportes

### Cercanías Madrid
El barrio cuenta con las estaciones de Delicias (C-10), Embajadores (C-5) y Atocha (C-2, C-3, C-4, C-5, C-7, C-8 y C-10, así como trenes de Media y Larga distancia)

### Metro de Madrid
La línea 3 da servicio al barrio con las estaciones de Embajadores, Palos de la Frontera y Delicias. La línea 1, a pesar de que no entra en el barrio, puede decirse que lo da servicio con las estaciones Estación del Arte y Atocha, a escasos 100 m del límite del mismo.

### Autobuses
El barrio de Palos de la Frontera es uno de los que posee un servicio de autobuses más amplio, al ser lugar de paso para las comunicaciones entre el centro y los distritos de Usera, Villaverde y parte de Carabanchel.
| Línea | Terminales                               |
| ----- | ---------------------------------------- |
| 6     | Jacinto Benavente – Orcasitas            |
| 8     | Legazpi – Valdebernardo                  |
| 19    | Plaza de Cataluña – Legazpi              |
| 27    | Embajadores – Plaza de Castilla          |
| 31    | Plaza Mayor – Aluche                     |
| 34    | Cibeles – Las Águilas                    |
| 36    | Atocha – Campamento                      |
| 41    | Atocha – Colonia Manzanares              |
| 45    | Legazpi – Reina Victoria                 |
| 47    | Atocha – Carabanchel Alto                |
| 55    | Atocha – Batán                           |
| 59    | Estación de Atocha – San Cristóbal       |
| 60    | Plaza de la Cebada – Orcasitas           |
| 78    | Embajadores – San Fermín                 |
| 85    | Estación de Atocha – Butarque            |
| 86    | Estación de Atocha – Villaverde Alto     |
| 102   | Estación de Atocha – Estación de El Pozo |
| 116   | Embajadores – Villaverde Cruce           |
| 118   | Embajadores – La Peseta                  |
| 119   | Atocha – Barrio de Goya                  |
| 148   | Callao – Puente de Vallecas              |
| 247   | Atocha – Colonia San José Obrero         |
| C1    | Circular 1                               |
| C2    | Circular 2                               |
| N11   | Cibeles – Madrid Sur                     |
| N12   | Cibeles – Butarque                       |
| N13   | Cibeles – San Cristóbal                  |
| N14   | Cibeles – Villaverde Alto                |
| N15   | Cibeles – Hospital 12 de Octubre         |
| N17   | Cibeles – Carabanchel Alto               |
| NC1   | Circular 1                               |
| NC2   | Circular 2                               |
| E1    | Cibeles - La Peseta                      |
| M1    | Sol/Sevilla – Embajadores                |